# Severica-Rodica Covaciu
Severica-Rodica Covaciu (n. 30 iulie 1962, Târgu Lăpuș, România) este un senator român, ales în 2016. Conform certificatului CCNSAS, Severica-Rodica Covaciu este născută în localitatea Ulmeni.